# Beschermde stads- en dorpsgezichten in Groningen

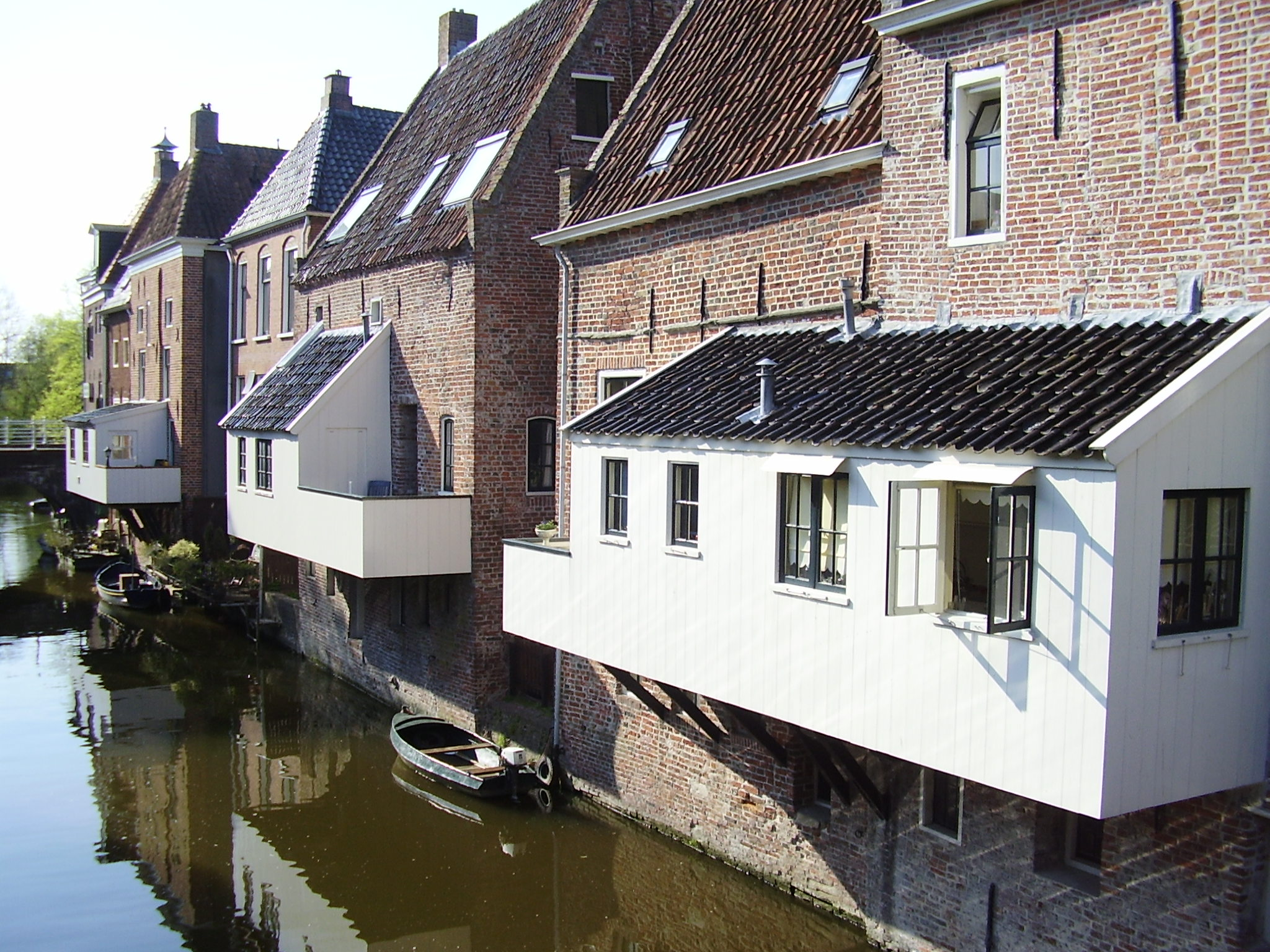
Appingedam

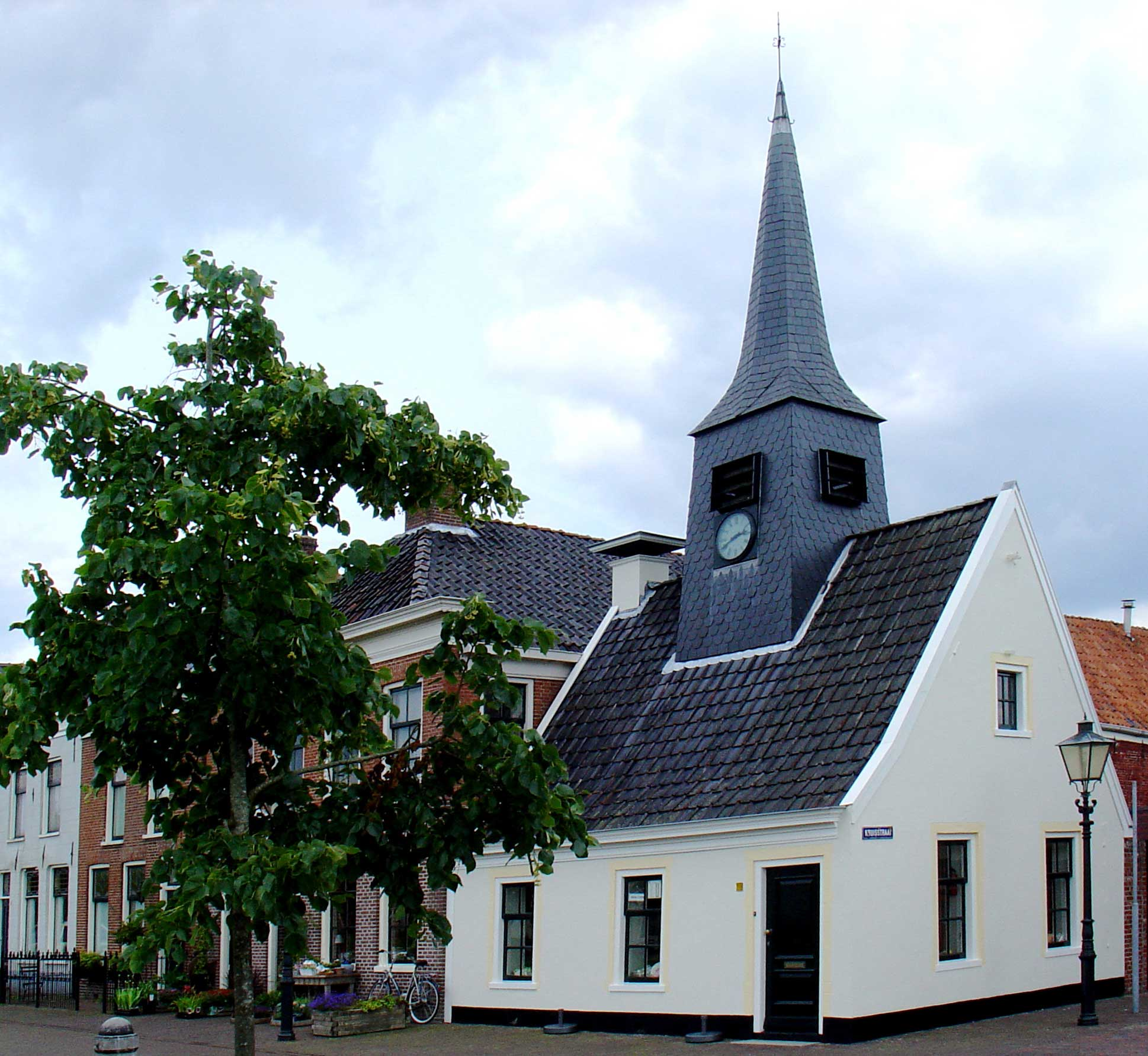
Bad Nieuweschans

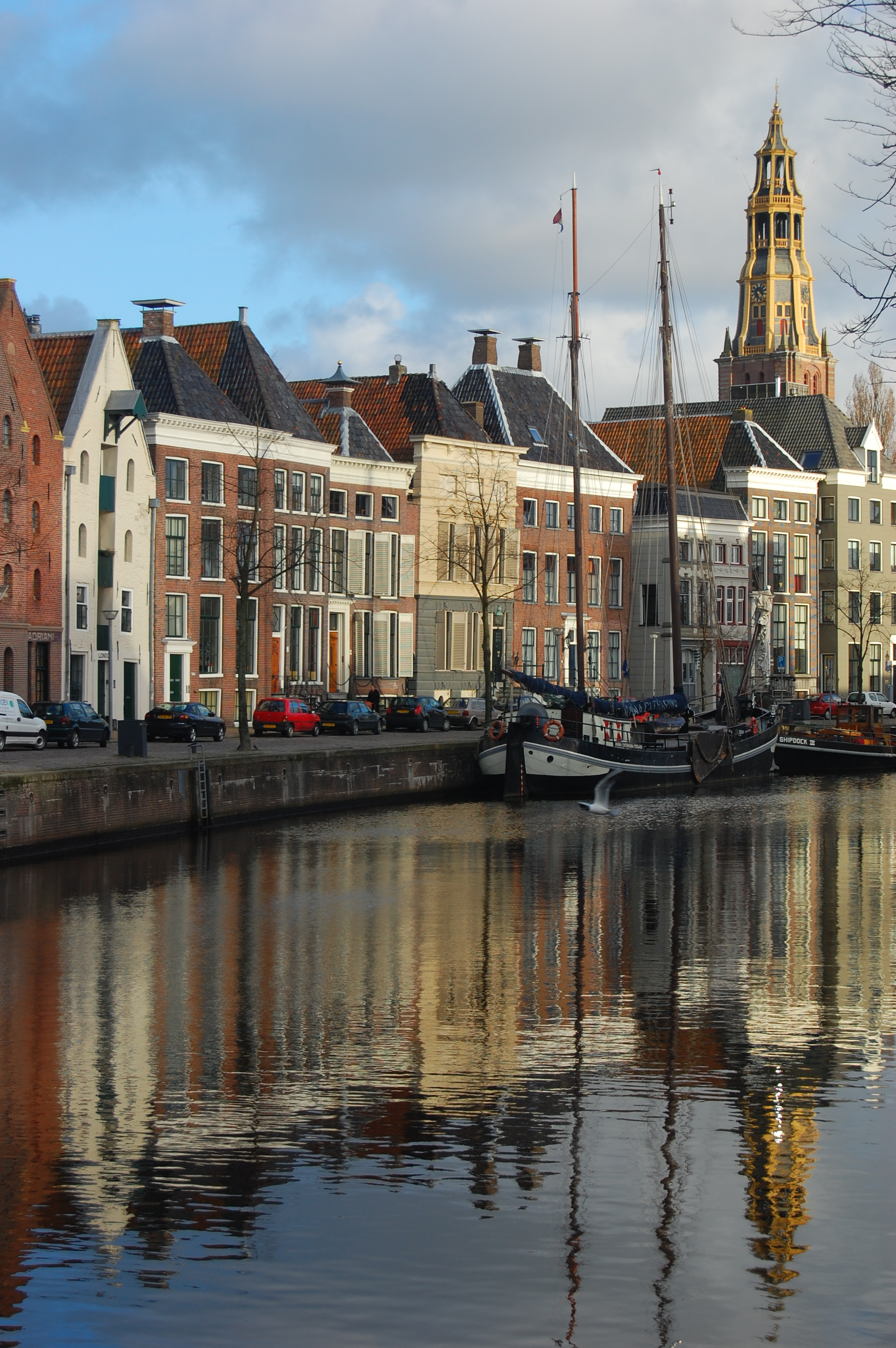
Groningen

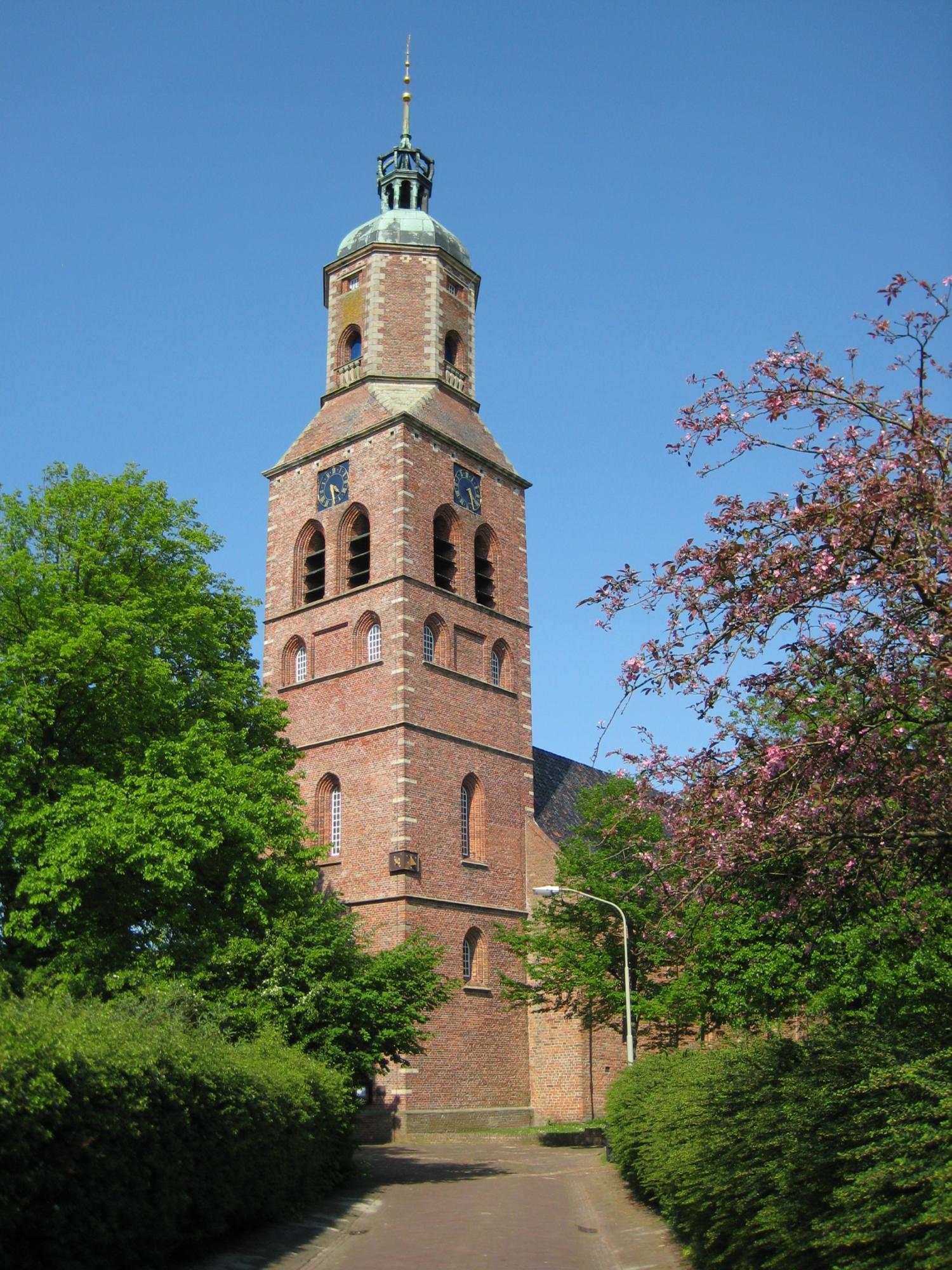
Eenrum

De Beschermde stads- en dorpsgezichten in Groningen zijn onder te verdelen in de Groningse steden die beschermd stadsgezicht zijn, en de overige dorpen en plaatsen die beschermd dorpsgezicht zijn.

## Beschermd stadsgezicht
- Appingedam en uitbreiding
- Groningen (binnenstad)

## Beschermd dorpsgezicht
- Bad Nieuweschans
- Bellingwolde
- Bourtange
- Eenrum en uitbreiding
- Ezinge
- Garnwerd
- Kiel-Windeweer
- Huizinge
- Lellens
- Loppersum en uitbreiding
- Marsum
- Middelstum en uitbreiding
- Niehove
- Nieuw-Beerta
- Onderdendam
- Oostum
- Oostwold en uitbreiding
- Oudeschans
- Saaksum
- Slochteren
- Smeerling
- Spijk
- Stedum
- Termunterzijl
- Uitwierde
- Warffum
- Westeremden
- Winsum-Obergum

Behalve dorpskernen kunnen ook gebieden, straten of wijken als beschermd stad- of dorpsgezicht worden aangemerkt:
In de stad Groningen zijn dat:
- Bloemenbuurt (delen van Plan-Oost)
- Korrewegwijk
- Oosterpoortwijk
- Petrus Campersingel
- Schildersbuurt
- Verlengde Hereweg
- Zuiderpark

En in de provincie:
- Zuidhorn: De Gast
- Veendam: Oosterdiep
- Haren: Rijksstraatweg
- Eemsmond: Wadwerderweg
- Veendam: Tusschendiepen